# Trappola esplosiva
Una trappola esplosiva è un dispositivo destinato a uccidere, ferire, incapacitare o sorprendere una persona o un animale. Può essere azionata dalla presenza o dalle azioni della vittima (calpestare qualcosa, raccogliere qualcosa, toccare un filo d'inciampo, aprire una porta, eccetera), e talvolta presenta un'esca finalizzata ad attirare la vittima verso di essa. Trappole non letali (ad esempio razzi illuminanti) possono servire a rivelare la presenza di trasgressori che entrano in aree riservate. Trappole letali, in ambito militare, possono servire come strumenti di disturbo, pressione psicologica e anti-accesso/negazione d'area (anti-access/area-denial) ai danni del nemico. Una trappola esplosiva può avere caratteristiche in comune con quelle degli ordigni esplosivi improvvisati.